# Luis de Francia (1682-1712)

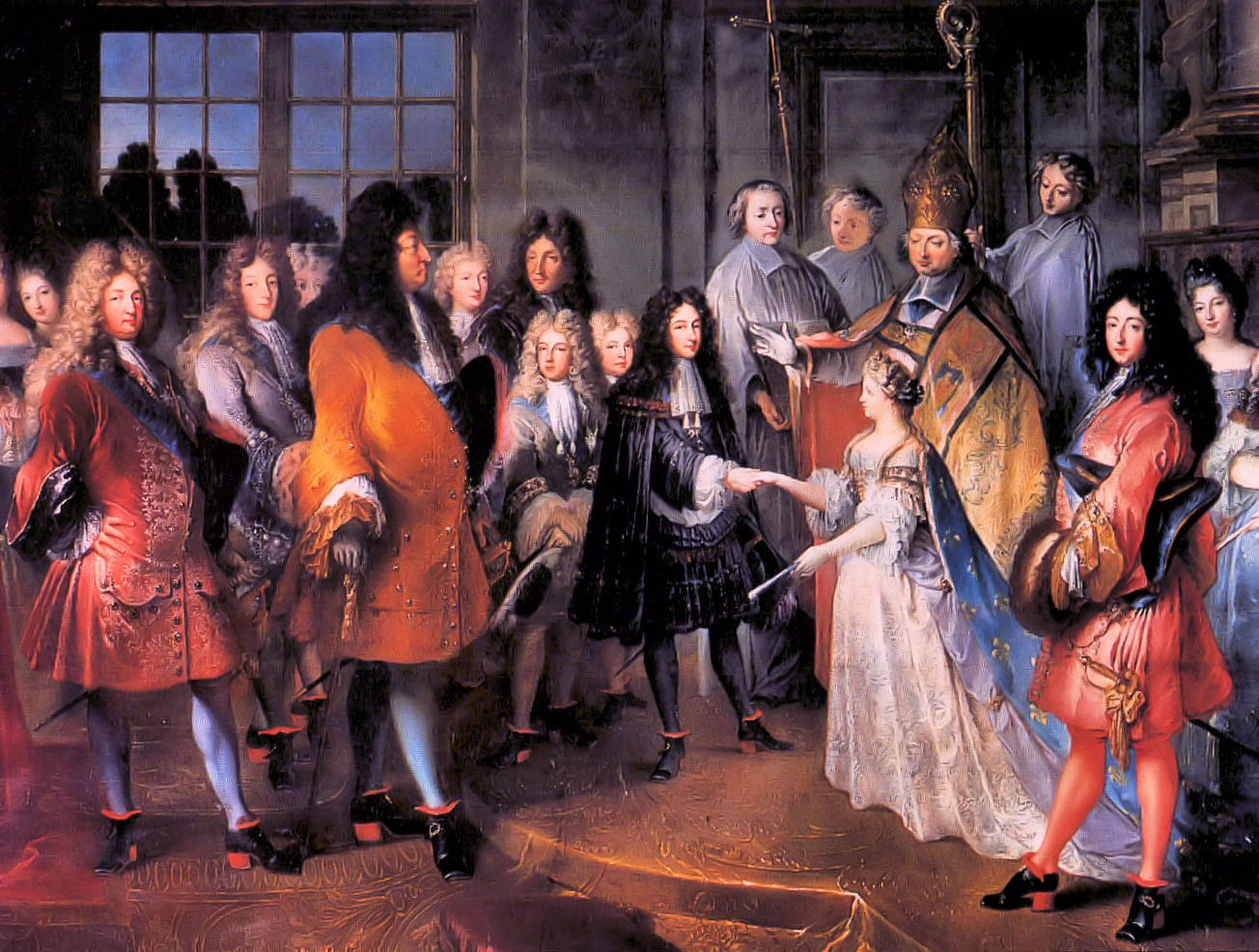
Boda de Luis, duque de Borgoña en 1697.

Luis de Francia (Versalles, 16 de agosto de 1682-Marly-le-Roi, 18 de febrero de 1712), Duque de Borgoña, fue el hijo mayor de Luis, el Gran Delfín y María Ana Cristina de Baviera. 
Fue conocido como el Pequeño Delfín (Petit Dauphin en francés) para distinguirlo de su padre. Ocupaba el segundo puesto en la línea sucesoria de su abuelo paterno, Luis XIV. Luis ascendió al primer puesto en dicha línea tras la muerte de su padre en 1711; sin embargo, tanto él como su esposa, enfermaron de sarampión y murieron ambos en un intervalo de tan solo seis días. Su hijo mayor, que había sido investido a su nacimiento con el título de duque de Bretaña, también murió por la misma enfermedad. Su hijo menor sobrevivió para llegar a ser Luis XV de Francia en 1715.

## Primeros años
Luis nació en el Palacio de Versalles, hijo mayor de Luis de Francia, el Gran Delfín, y de su esposa María Ana Cristina de Baviera. Al nacer, recibió el título de duque de Borgoña. Como hijo del delfín, era un fils de France (hijo de Francia) y el segundo en la línea de sucesión a su abuelo, el rey Luis XIV.
Luis creció con sus hermanos menores; Felipe, quien se convertiría en el rey Felipe V de España, y Carlos, duque de Berry. Perdió a su madre cuando tenía ocho años y su padre nunca jugó un papel importante en la política.
Luis tenía fama de ser un niño malcriado que no respetaba a nadie, pero bajo la influencia de su tutor François Fénelon, arzobispo de Cambrai, se convirtió en un hombre muy piadoso y religioso. Los pensamientos y creencias de Fénelon influyeron en el joven príncipe a lo largo de su vida.

## Matrimonio
Se casó a los 15 años con su prima segunda, la princesa María Adelaida de Saboya, hija de Víctor Amadeo II de Saboya, duque de Saboya. La boda tuvo lugar el 7 de diciembre de 1697 en el Palacio de Versalles.

### Descendencia
Tuvieron tres hijos:
- Luis, duque de Bretaña (25 de junio de 1704–13 de abril de 1705); murió prematuramente, siendo bebé.

- Luis, duque de Bretaña y Delfín (1707–1712); murió en la infancia, infectado de sarampión.

- Luis, duque de Anjou y Rey de Francia como Luis XV (1710–1774).

## Muerte
Luis se convirtió en delfín de Francia tras la muerte de su padre en 1711. En febrero de 1712, su esposa contrajo sarampión y murió el 12 de febrero. El duque de Borgoña, que quería mucho a su esposa y que había permanecido a su lado durante toda su enfermedad, contrajo la enfermedad y murió el 18 de febrero, seis días después de ella a la edad de 29 años. Sus dos hijos también se infectaron, el mayor, Luis, duque de Bretaña, el último de una serie de delfines, sucumbió a ella el 8 de marzo. El único que sobrevivió fue el duque de Anjou de dos años de edad, el futuro rey Luis XV.
La muerte del duque de Borgoña precipitó una posible crisis de sucesión al trono al dejar como heredero aparente de su abuelo de setenta y cuatro años de edad, a su hijo recién nacido cuyas posibilidades de supervivencia se pensaba eran mínimas. 
No obstante, algunas de sus ideas fueron puestas en práctica cuando Felipe II de Orleans, como regente durante la minoría de Luis XV, creó una forma de gobierno conocida como polisinodia, donde cada ministerio fue reemplazado por un consejo compuesto por los aristócratas. Sin embargo, el ausentismo, la ineptitud y los conflictos de los aristócratas causaron que este sistema de gobierno fracasara, y pronto se abandonó en 1718 en favor de un retorno a la monarquía absoluta.

## Referencias

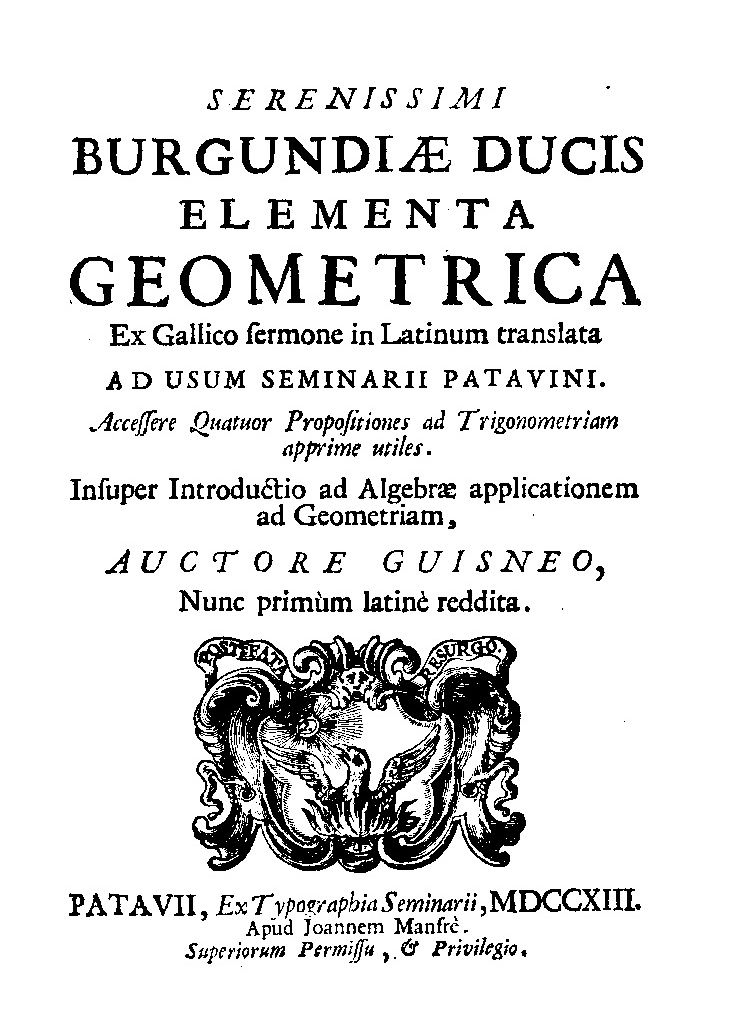
Éléments de géométrie, 1713